# کوچک‌هویوق
کوچک‌هیوق (به ترکی استانبولی: Küçükhüyük) یک منطقهٔ مسکونی در ترکیه است که در سنان‌پاشا واقع شده‌است.